# Dalton Kellett
Dalton Kellett (Stouffville, 19 augustus 1993) is een Canadees autocoureur.

## Carrière
Na zijn carrière in het karting stapte Kellett in 2011 over naar het Formule Ford Ontario-kampioenschap, waar hij derde werd in de eindstand. In 2012 stapte hij over naar de U.S. F2000, waarin hij uitkwam voor Pabst Racing Services, en eindigde als elfde in het winterkampioenschap met 56 punten, terwijl hij in het hoofdkampioenschap met 78 punten veertiende werd. 
In 2013 keerde Kellett terug bij Pabst om te rijden in de U.S. F2000. Ondanks dat hij zijn puntenaantal verbeterde naar 102, zakte hij in het kampioenschap naar de zestiende plaats. In juli van dat jaar maakte hij zijn debuut in het Pro Mazda Championship voor het Team Pelfrey op het Canadian Tire Motorsport Park en eindigde als tiende en achtste in de races. Later dat jaar maakten Kellett en Pabst bekend dat zij hun debuut zouden maken in de Indy Lights tijdens het raceweekend op het Stratencircuit Baltimore, maar hij crashte in de tweede ronde van de race.
In 2014 maakte Kellett zijn fulltime debuut in de Pro Mazda voor Team Pelfrey. Hij behaalde zijn eerste podiumplaats in het kampioenschap op het Stratencircuit Houston en behaalde nog één top 5-finish op de Indianapolis Motor Speedway. Met 160 punten werd hij uiteindelijk tiende in de eindstand.
In 2015 stapte Kellett in de Pro Mazda over naar het team Andretti Autosport. Hij behaalde opnieuw één podiumplaats, ditmaal op de Iowa Speedway, en één andere top 5-finish op de Mazda Raceway Laguna Seca. Uiteindelijk eindigde hij met 187 punten opnieuw als tiende in het kampioenschap.
In 2016 blijft Kellett bij Andretti Autosport om zijn fulltime debuut te maken in de Indy Lights.